# 駒沢看護専門学校
駒沢看護専門学校（こまざわかんごせんもんがっこう）とは、北海道岩見沢市9条西3丁目1番地15にあった私立の専修学校。運営母体は、学校法人駒沢岩見沢学園。

## 概要
- 学校法人駒澤大学が学校を設置。2007年に分離・独立採算とし、学校法人駒澤大学と準付属校提携を結んでいた。
- 最初は廃校した岩見沢南高等学校の校舎を使用していた。
- 建学の精神は、駒澤大学同様、「行学一如」「信誠敬愛」とし、技術や知識を身に付けるだけではなく、「こころ」も学び円満な人間形成を理念としている。
- 毎年9月には学生によるオペレッタ公演を開催していた。
- かつてはこの専修学校でも学費が高額になっていたものの、分離・独立採算にしたことで保育科の学費はかなり安価に設定していた。また、保育科では、北海道では初めてとなるリトミック指導者資格を養成していた。
- 保育科では、幼稚園教諭の免状取得はこの専修学校が認定する玉川大学通信教育部文学部教育学科[1]（後に近畿大学九州短期大学保育科通信教育課程に変更）で学ぶ事で授与されていた。

## 沿革
- 1973年（昭和48年） - 駒沢岩見沢幼稚園を開園。学校法人駒澤大学岩見沢学園を設立
- 1978年（昭和53年） - 駒澤大学保育専門学校として開学。保育科開科。
- 1996年（平成8年） - 駒澤大学看護福祉専門学校に改称。看護科開科。増改築・改修した校舎完成
- 2000年（平成12年） - 駒澤大学北海道教養部跡地に介護福祉科を開科。
- 2007年（平成19年） - 駒沢看護保育福祉専門学校に改称。設置法人名を学校法人駒沢岩見沢学園に改称。
- 2009年（平成21年） - 介護福祉科を募集停止。看護科を改組し現在の看護科を看護第2科とし、新たに看護第1科を開科。
- 2010年（平成22年） - 近畿大学九州短期大学通信教育部と提携
- 2012年（平成24年） - 保育科を募集停止。保育専修科を開科。
- 2013年（平成25年） - 看護第2科を募集停止。
- 2014年（平成26年）3月31日 - 保育専修科、看護第2科を閉科。
- 2014年4月1日 - 駒沢看護専門学校に改称。看護科のみとなる[2]。
- 2023年（令和5年） - 学生の募集停止[3]
- 2025年（令和7年） - 閉校した[4]。

## 設置学科
- 看護科（旧・看護第1科）

### かつてあった学科
- 介護福祉科
- 保育科（旧・保育専修科）
- 看護科（旧・看護第2科）

## キャンパス

### 現キャンパス
- 9条校舎（看護科及び法人本部）

岩見沢市9条西3丁目

### 元キャンパス
- 緑ヶ丘校舎（保育科及び介護福祉科）

岩見沢市緑ヶ丘5丁目

## 取得できる資格・免状

### 看護科
- 専門士称号
- 看護師国家試験受験資格

## かつて取得できた資格・免状

### 介護福祉科
- 専門士称号
- 社会福祉士

### 保育科・保育専修科
- 専門士称号
- 保育士
- 幼稚園教諭2種免許状
- 社会福祉主事任用資格
- ホームヘルパー2級
- 全身性障がい者ガイドヘルパー
- リトミック指導者資格
- 赤十字幼児安全講習修了証
- 食育士養成講座修了証
- 厚生労働省認定手話奉仕士養成講座修了証

## 学校関係者
歴代理事長
- 岡本素光　初代、1973～1975
- 水野弘元　2代、1975～1976
- 若月正吾　3代、1976～1980
- 渡部賢宗　4代、1980～1986
- 筧無関　5代、1986～1991[5]
- 日沼俊栄　6代、1991～2005[6]
- 山本光風　7代、2006～2013[7]
- 加勢道男　8代、2013～2015[8]
- 佐藤有　9代、2015～[9]

歴代校長
- 若月正吾　初代、1978～1980
- 渡部賢宗　2代、1980～1986
- 筧無関　3代、1986～1990
- 高田佑　4代、1990～1993
- 日沼俊栄　5代、1993～2005
- 川野聰　 6代、2006～2011[10]
- 木原キヨ子　7代、2011～2013[11]
- 加勢道男　8代、2013～2015
- 佐藤有　9代、2015～[12]

元教員
- 岡路市郎 - 担当科目：教育心理学。北海道教育大学元学長
- 近藤良一 - 担当科目：宗教哲学。苫小牧駒澤大学元学長。曹洞宗寺院住職
- 小堀訓男 - 担当科目：政治学。苫小牧駒澤大学元学長

## 交通アクセス
JR北海道「岩見沢駅」下車後徒歩10分

## 周辺
- 岩見沢郵便局（日本郵政）
- 空知総合振興局（旧空知支庁）
- 岩見沢市民会館・文化センター（まなみーる）

## 系列校
- 駒沢幼稚園